# 飯盛山 (福井県)
飯盛山（いいもりやま）は、福井県小浜市西部にある山。標高は584.5mである。

## 概要
小浜市飯盛地区から見える山容が周辺の山塊がお椀に見え、飯盛山が緩やかな飯を盛った形であるためその山名がついたとの由来がある。
山頂からの展望は西から青葉山、大島半島、小浜湾、久須夜ヶ岳、内外海半島、多田ヶ岳、頭巾山などが一望でき林道も山頂近くまで伸びており気軽に登れる。
また、古来より若狭三山（青葉山、多田ヶ岳、飯盛山）の一つとして修験道が盛んに行われていた。

## 飯盛寺
飯盛寺（はんじょうじ）は飯盛山中腹にある真言宗の寺院である。
「飯盛寺若州管内社寺由緒記」によると養老年間の草創と伝えられ、文和の年後光厳天皇の勅願により再興され、文明18年（1486年）再建された。
本堂は、延徳元年（1489年）の室町時代初期、国指定の重要文化財であり、五間(12.88m)の正方形（五間堂）で寄棟造、妻入、茅葺である。

## 岡津製塩遺跡

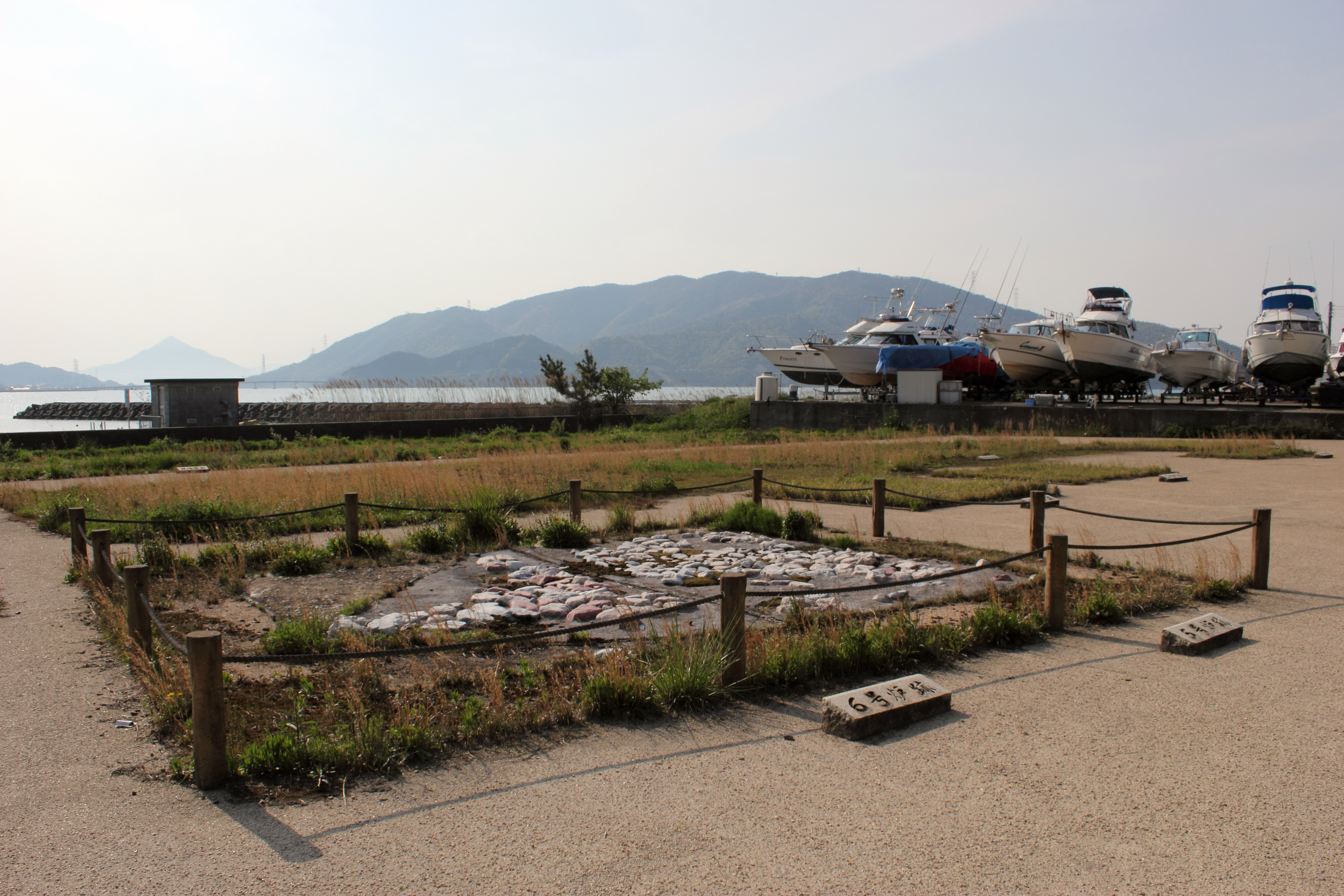
岡津製塩遺跡 ５、６号炉跡

岡津製塩遺跡（おこづせいえんいせき）は飯盛山南西麓の小浜湾海岸線にある製塩遺跡。国指定の史跡であり、7世紀～8世紀にかけての製塩炉跡9面が検出されている。2015年（平成27年）4月24日、「海と都をつなぐ若狭の往来文化遺産群 - 御食国（みけつくに）若狭と鯖街道 - 」の構成文化財として日本遺産に認定される。

## 交通
- 南麓を西日本旅客鉄道小浜線、国道27号が併走する。
- 南西麓に舞鶴若狭自動車道飯盛トンネルが貫通し、南東山麓に小浜西ICがある。